# Província de l'Oest (Ruanda)
La província de l'Oest (kinyarwanda Intara y'Iburengerazuba; francès Province de l'Ouest) és una de les cinc províncies de Ruanda. Aquesta va ser creada a principis de gener de 2006 com a part d'un programa de descentralització del govern que va reorganitzar les estructures d'administració local del país. La seva població era de 2.471.239 habitants en 2012.(2012)
El Sud la Província comprèn les antigues províncies de Cyangugu, Gisenyi, Kibuye, i una petita porció de Ruhengeri, i està dividida en els districtes de Karongi, Nyabihu, Rubavu, Rusizi, Ngororero, Nyamasheke, i Rutsiro. La capital de la Província és Kibuye.